# Santapaua madurensis
Santapaua es un género monotípico de fanerógamas perteneciente a la familia Acanthaceae. El género tiene una especie de plantas herbáceas: Santapaua madurensis que es originaria de India.

## Taxonomía
Santapaua madurensis fue descrita por N.P.Balakr. & Subr. y publicado en Journal of the Indian Botanical Society 42: 411. 1963.